# Constantius Gallus
Flavius Claudius Constantius Gallus, född omkring 325, död 354, var en romersk kejsare, brorson till Konstantin den store.
Gallus överlevde tillsammans med Julianus Apostata, som enda medlemmar av Konstantins ätt farbroderns blodbad efter att denne hade dött. Gallus utnämndes 351 till caesar i Orienten och dömdes 354 till döden av Konstantin II och avrättades.